# منتخب سنغافورة لكأس ديفيز
منتخب سنغافورة لكأس ديفيز (بالإنجليزية: Singapore Davis Cup team)‏ هو ممثل سنغافورة الرسمي في كرة المضرب في كأس ديفيز.